# Жудња за животом
Жудња за животом (енгл. Lust for Life) је амерички филм из 1956. године. То је биографски филм о животу холандског сликара Винсента ван Гога, снимљен по истоименом роману Ирвинга Стоуна. Сценарио је на основу романа написао Норман Корвин. Филм је режирао Винсент Минели.

## Улоге
| Глумац          | Улога           |
| --------------- | --------------- |
| Кирк Даглас     | Винсент ван Гог |
| Ентони Квин     | Пол Гоген       |
| Џејмс Доналд    | Тео ван Гог     |
| Памела Браун    | Кристина        |
| Lionel Jeffries | доктор Пејрон   |
| Најал Макгинис  | поштар Роулин   |

## Награде
- Златни глобус за најбољег главног глумца добио је Кирк Даглас за улогу Винсента ван Гога у филму Жудња за животом.
- Награду Удружења њујоршких филмских критичара за најбољег глумца добио је Кирк Даглас за улогу Винсента ван Гога.
- Оскар за најбољег глумца у споредној улози добио је Ентони Квин за улогу Пола Гогена у филму Жудња за животом.
- Кирк Даглас је био номинован за оскара за најбољег главног глумца, али је оскара добио Јул Бринер за улогу у филму Краљ и ја.
- Норман Корвин је био номинован за оскара за најбољи адаптирани сценарио.

## Занимљивости
- Кирк Даглас је рекао да му је улога у овом филму била мучно искуство, јер је имао исто година колико је имао Винсент ван Гог када је извршио самоубиство.